# ニュージャージー州副知事
ニュージャージー州副知事（英: Lieutenant Governor of New Jersey）は、アメリカ合衆国ニュージャージー州憲法に規定のある行政府の官吏である。州政府において2番目の権限を有し、任期は4年間で、州知事と同じ選挙において同じ公認候補者名簿（チケット）により選出される。職位自体には知事の後任者となる継承順位を除くと権限または職責は付帯せず、副知事は知事の政権内で内閣レベルまたは官庁長官相当として処遇される。
2010年以前のニュージャージー州は知事職に空席が生じた場合にその職務を代行する副知事を置かず、アメリカでは少数派の州の1つであった。それまで副知事職に就いた人は2名おり、植民地時代の短い期間（1664年から1776年）に英国王の委嘱または文書による王許を得たのは2人だけである。州の歴史（かつての植民地時代を含む）の大部分で、知事職が空になると州議会議長（1776年から1844年までの呼称は「立法評議会」議長）または植民地時代の王命植民地総督、地方議会議長が代行している。
クリスティーン・トッド・ウィットマン（2001年）につづき2004年にジェームズ・E・マクグリービー知事が辞任すると、数年の間に複数の現役知事の交代を経て、州民の共通感情と政治的圧力およびニュース報道機関は州議会における継承の問題に対して、恒久的で妥協のない解決策を模索した。州の有権者は州民投票を開き州憲法改正（2006年）を承認したばかりで、2009年の州知事選挙において、同州初の副知事の選出に至る。
共和党員キム・ガーダーニョは現代の規定による初の副知事である。前職はモンマス郡のシェリフで、2009年の選挙では共和党知事候補クリス・クリスティの指名を受けて副知事に立候補している。2017年の選挙では民主党のニュージャージー州議員で議長経験のあるシーラ・オリバーが州知事候補フィル・マーフィーに擁立されて当選、第2代副知事に就任するのは2018年1月16日である。

## 植民地時代の任命（1702年-1776年）

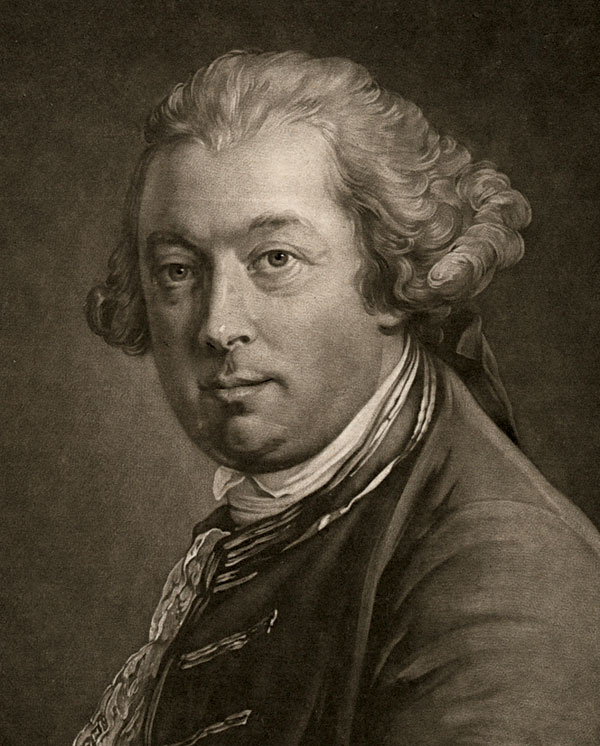
トマス・パウナル（1722年–1805年）は植民地時代にニュージャージー州副知事を務めた2人のうちの1名（在職期間1755年–1757年）。

ニュージャージー植民地時代（英語）（1664年–1702年）、東ジャージー（East Jersey）と西ジャージー（West Jersey）に分断されると、初期には常時ロンドン暮らしで不在の州知事およびその主要投資家（「地主」）を代表する北アメリカ在住の代理人が統治した。1702年になると東西ジャージーの地主は政治的権威を放棄しイギリスのアン女王に差し出している。女王により東西ジャージーを王領植民地に統合、王命による植民地総督に統治させた。
植民地時代にニュージャージー副知事に就任したのは合計2人、1702年–1709年と1755年–1757年の2回のみで、いずれもごく短期間、イギリスの君主から直接、任命された。植民地時代のほぼ全期間にわたり、王命による知事の辞任や長期欠席または死没の場合、州は州評議会（別称「総督評議会」）つまり植民地議会の上院議長を「総督代行」に当てて統治されている。評議会の会長職とは最古参議員に与えられる儀礼上の名誉職であった。
リチャード・インゴルズビー (1719年没) はブリテンン王国陸軍大尉であり、ライスラーの反乱後、王権回復の使命を帯びてニューヨーク州に派遣され、1702年11月ニュージャージー州とニューヨーク州の副知事に任命された。インゴルズビーは初代植民地王命総督エドワード・ハイド (第3代コーンベリー伯爵)に続き次代のジョン・ラブレース (第4代ラブレース男爵)に仕えた。たびたびニュージャージーを不在にするコーンベリー伯爵はもっぱらニューヨークでの政治に精力を傾けたが、インゴルズビーは統治権の代行をまったく許されないまま伯爵の突然死（1709年5月6日）の直後、知事代行に就任する。しかしながら、植民地の地主が集まった対抗派閥は知事代行の権限の無効を主張し、任務遂行にあらがう動きをみせる。ニュージャージー州から兵をカナダに送り、フランス植民地の侵略計画の支援部隊に当てる案があり、インゴルズビーは派閥への報復として派兵を実行、植民地のクエーカー指導者たちからますます激しい怒りを買った。知事代行の立場は1709年10月のうちに取り消されたものの、失脚の知らせは翌1710年4月まで本人には知らされなかったという。
第2代の副知事トマス・パウナル（1722年–1805年）は王命知事ジョナサン・ベルチャー（1681年2月–1757年）のもと、1755年に任命される。在職期間の大部分にわたり、進行性麻痺性障害により衰弱が進む高齢の知事の死期を予測する以外、パウネルにはほとんど職責を負わせていない。ところがベルチャーは予測に反してなかなか臨終を迎えずパウネルは焦りはじめる。1756年にイングランドに渡ると、パウネルはペンシルベニア州知事職を打診され、多岐にわたる権限を要求したために提案は取り下げられた。イングランド滞在中に初代ニューカッスル公が組閣したイングランド内閣と近臣の外交問題顧問ウィリアム・ピットを相手に、七年戦争（当時の通称は北アメリカのフレンチインディアン戦争）に関して植民地の状況を助言している。その洞察と一次情報はグレートブリテン連合王国のパウネルの上席に感銘を与え、1757年3月にマサチューセッツ植民地総督を拝命する。
パウネルのボストン到着は1757年8月3日、総督に就任した同年8月31日、ベルチャー死去が伝わるがパウネルはニュージャージー州知事に任命されずマサチューセッツ植民地総督に留まったことにより、ニュージャージー州を託された「知事代行」ジョン・レディング（1686年–1767年）が2期目を—知事代行と、既に就任していた知事評議会議長職を兼務した。レディングは最初こそパウネルのニュージャージー州帰着と知事代行職の継承を要請したものの不首尾に終わり、結果として職務を渋々引き受けている。
インゴルズビーが1710年に辞職させられてからパウネル就任まで、王命知事4人（ジョン・モンゴメリ、サー・ウィリアム・コスビー、ルイス・モリスとJ・ベルチャー）が在任中に死去し、地方議会出身の知事代行が継承している。それら知事代行のうちの2人（ジョン・アンダーソンとジョン・ハミルトン）もやはり任期半ばに死去したため、その職位は地方議会選出の知事代行によって継承された
。

## 知事職の継承（1776年–2001年）

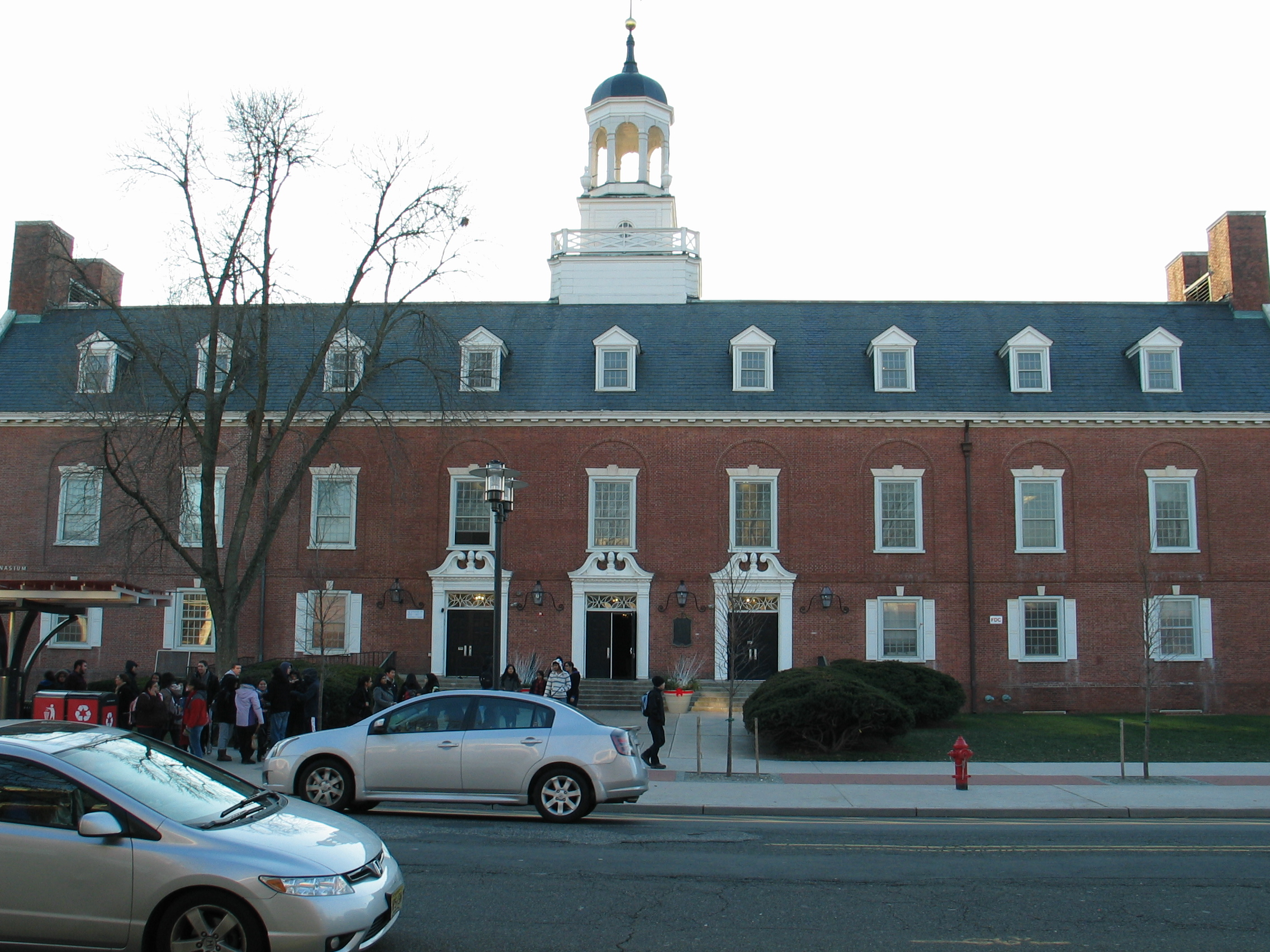
ニュージャージー州第3憲法（1947年施行）が起草された、ラトガース大学カレッジアベニュー体育館。ここで開催された会議の場で、ドリスコル知事による副知事への提案を否決した。

現代の副知事の職位を創設する以前、ニュージャージー州では州全域から投票で選出される、連邦組織の一員ではない職位は唯一、知事職で、当時、副知事を置かない州は全米でニュージャージー州を含む8州、知事以外に州全域から選ぶ公職（郡の検察官職を含む）がないのは同じく4州であった。さらに州憲法では州全域を選挙区とする州政府内閣レベルの公職を規定せず—行政府の「主要官庁の長官」を任命する権限は知事に集中する。これらの理由から、選挙で選ばれたアメリカの行政府の長として、ニュージャージー州知事は最強と見なされてきた。
州知事職が空席になった場合、州議会の上院であるニュージャージー州上院議長が州内における強力な役割を放棄することなく、州知事代行を務めると明記している。さらに、州上院議長が知事代行を務めたが解任されたり就任できなかったりした場合、州議会の下院に当たるニュージャージー州衆議院議長が州知事代行に就任するものとされた。この継承順序は1776年、最初の州憲法に規定され、その後、1844年憲法で復活すると1947年憲法に規定され、2006年改訂まで維持される。
州の歴史上、副知事設置の提案が何度か提起されては否決されてきた。1947年にラトガース大学（ニューブランズウィック所在）で開催された憲法制定会議では、州政府が憲法改訂に取り組んだ際にアルフレッド・E・ドリスコル知事が副知事職創設の提案を支持した。ドリスコル提案は否決される。1986年、トーマス・ケイン知事が副知事職創設を提案すると、ケインが1988年の選挙で大統領候補または上院議員候補者として当選が濃厚だと認識されたこと、さらに上院議長が民主党所属だったことから、提案そのものが「民主党後継者の可能性を排除する」政治行動と見なされる。ケイン提案は否決される。

## 現代 (2001年以降)

### 辞職と継承論争 (2001年–2006年)

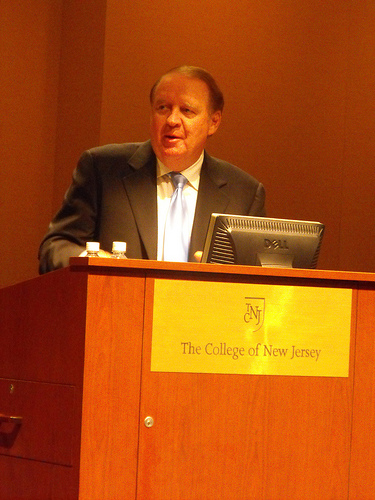
ニュージャージ州知事代行を務めるリチャード・コーディ。任期は2回—初回は4日間、2回目は14ヶ月であった。

ニュージャージー州では数年の間に複数の議員が次つぎに知事代行に就任する事態が続いた。2001年に2期目のクリスティーン・トッド・ウィットマン知事は任期を1年残して辞職、ジョージ・W・ブッシュ大統領の指名を受けて連邦政府の環境保護庁長官に転じる。ウィットマンの辞職を受け、2001年1月31日付で上院議長ドナルド・ディフランセスコは知事代行に就任すると、2002年1月8日の上院辞職まで務めた。
政治的に特殊な状態が続く中、2001年の 立法選挙では共和党と民主党は同数が当選、上院は20議席ずつとなる 。知事不在の状況に対応するため両党協議の結果、それぞれの政党から上院議員2人ずつを選ぶ交渉が成立、州議会の新しい議席が決まってからジム・マクグリービー州知事就任までに8日の空白期間があったため、知事代行の地位に4人の男性が就く事態となった。時間軸に沿って事態の動きを見ると、下記のとおりである。
1. 2002年1月8日　正午、新しい上院議会召集を待ち、知事代行として在任した上院議長ドナルド・ディフランセスコが離任[24]。
2. 2002年1月8日　ニュージャージー州検事総長ジョン・J・ファーマー・ジュニアはディフランセスコの後を継ぎ知事を代行、次期上院議長宣誓の間、90分間待機[24]。
3. 2002年1月8日–12日　知事代行は上院議員ジョン・ベネット（共和党）[24][25]。
4. 2002年1月12日　正午まで、知事代行は上院議員共同議長リチャード・コーディ（民主党）。マクグリービー知事の就任を待機[24]。
5. 2002年1月12日　正午、マクグリービー知事がコーディ知事代行と交代し、正式に就任[24]。

ジョン・マクグリービー知事が2004年の醜聞の最中に辞任すると、リチャード・コーディは同年11月15日より翌々年2006年1月17日までふたたび知事代行職に就く。この時期、コーディは単独の知事代行であり、2003年立法選挙により民主党が州上院を完全に統制した背景がある。2006年1月17日、ジョン・コーザイン知事の就任でコーディの任期は終了する。
ホイットマンからマクグリービーまで、非常に短い任期の交代が重なり、それをきっかけに世間の注目は継承問題に向けられた。一般大衆とメディアからは、知事代行や辞任が相次いだせいで状況が悪化し、州には副知事設置など恒久的な解決策が必要だという声が大勢を占めた。副知事職の設立を支持する主張は主に次の3つが見られた。
- 州上院議長は上院議員の互選であって、有権者が選出したのではない - 言うなれば、州に40ある選挙区のうちのたった1区の住民が選出した人が、知事代行になった[21][注釈 5]。
- 知事代行が行政府と立法府で同時に勤務することから、知事の立場が非常に強大になり、政府の機関の「三権分立」の原則に反した状況である[注釈 6]
- ある政党の前任知事と、知事を代行する別の政党の上院議長との間に、政治基盤に連続性が保てない可能性があること。そのような2人の個人が同じ政党出身になる保証はなく、知事代行の方針が前任知事の方針と直接対立する可能性という大きな懸念があった[21]。

### 州民投票による憲法改正
2005年、副知事の地位確立に向けた憲法改正案の決議が州議会で可決した。州憲法に従い、この議案は有権者に提示され、2005年11月8日に行われる総選挙の投票用紙を使って州民投票が行われた。州議会は指定された法案を「議会同時決議第100号」（ACR100）として検討し、賛成73票、反対1票で2005年2月24日に可決。それを受け上院では2005年3月21日、賛成32票、反対5票で議案「賛成同時決議第2号（SCR2）の法制化を承認する。上院の運営は上院議長リチャード・コーディ知事代行に任されている。

投票用紙に印刷された州民投票の記述内容を引用する（原文）。

Shall the amendment of Articles II, IV, V and XI of the Constitution, agreed to by the Legislature, establishing the office of lieutenant governor, and providing for the term, election, succession, salary, qualifications, and duties of the office, and for an interim succession to be employed in the event of a vacancy in the office of the governor before the election of the first lieutenant governor, be adopted?

議案が承認された州民投票では、賛成83万6,134票（56.1％）に対して反対65万5,333票（43.9％）であった。2006年1月17日以降、次の2009年の選挙までの暫定期間は、知事職の空席はまず上院議長を、次いで下院議長をもって充当することに決まった。

### 2009年の知事選挙
ニュージャージー州は2009年に初の副知事を選出する。2009年6月の予備選挙後に州知事候補の副知事指名について州憲法の曖昧な表現の明確化を意図して法令A.3902が協議され、コーザイン州知事が署名、2009年6月25日、同知事の署名により法制化する。憲法により知事候補者は「指名」後30日以内に、副知事を指名するよう規定されたところ、「指名」が予備選挙日当日か、その選挙の得票数の最終集計結果が出て州務長官により承認された日付か、混乱が生じた。州法の定義では、予備選挙は「6月の最初の月曜日の後の火曜日」に行われるとしている。しかしながら予備選挙で当選が報告された候補者も、選挙後に州の21郡の職員に問い合わせをして公式結果を得るまで、公的には当選とは認められない。これにより州務長官が回収の遅れた不在者投票を集計する時間を確保（すなわち州外に駐留する軍に所属する有権者の票）し、投票集計の最終調整の算出と法的紛争の訴訟手続き、必要に応じて再集計を実施できる。
法令A.3902はこの副知事候補の指名期限を明確化し「予備選挙自体ではなく、予備選挙結果から30日後で州務長官により認定された日付」と規定した。この法令はまた、6月の予備選挙結果が認定される日数を86日（期限を8月に設定）から、6月の第4金曜日すなわち選挙後4週間以内に短縮している。法制化により、ニュージャージー州の知事候補者は知事代行を兼務する副知事の指名発表までさらに3週間半の余裕を得た。2009年ノ場合、発表の締め切りは7月2日（予備選挙の30日後）から7月27日（選挙結果承認の30日後）に変わった。
締め切り前週、11月の総選挙に立候補した知事候補者3人は副知事候補を指名した。現職で民主党知事候補でもあるコーザインは、ロレッタ・ワインバーグ上院議員を選んだ。コーザインの対抗馬で共和党候補クリス・クリスティはニュージャージー州の元検事長で、モンマス郡保安官キム・ガーダーニョを副知事に指名する。無所属知事候補クリス・ダゲットが副知事候補に指名したフランク・J・エスポジートは歴史学者で元キーン大学学部長である。2009年11月3日にクリスティがコーザインに勝利、得票は48.5%（117万4,445票）と44.9%（108万7,731票）、ダゲットは5.8%（13万9,579票）を集めた。クリスティ知事の当選によりキム・ガーダーニョは州初の現代版副知事への就任が決定した。クリスティとガーダーニョは2010年1月19日に就任式を迎え着任する。

### 任期の更新
2013年の総選挙では、ガーダーニョ候補はふたたびクリスティ知事候補から副知事候補の指名を受ける。クリスティ=ガーダーニョ陣営は民主党バーバラ・ブオノ上院議員（知事候補）および労働組合リーダーのミリー・シルバ（副知事候補）を破る。予備選挙勝者である民主党のフィル・マーフィー知事候補は2番手の副知事候補だったシーラ・オリバー議員を選び、同年11月の総選挙区選挙でマーフィー=オリバー陣営はガーダーニョとクリスティの共和党陣営に勝ったのである。

## 憲法の規定

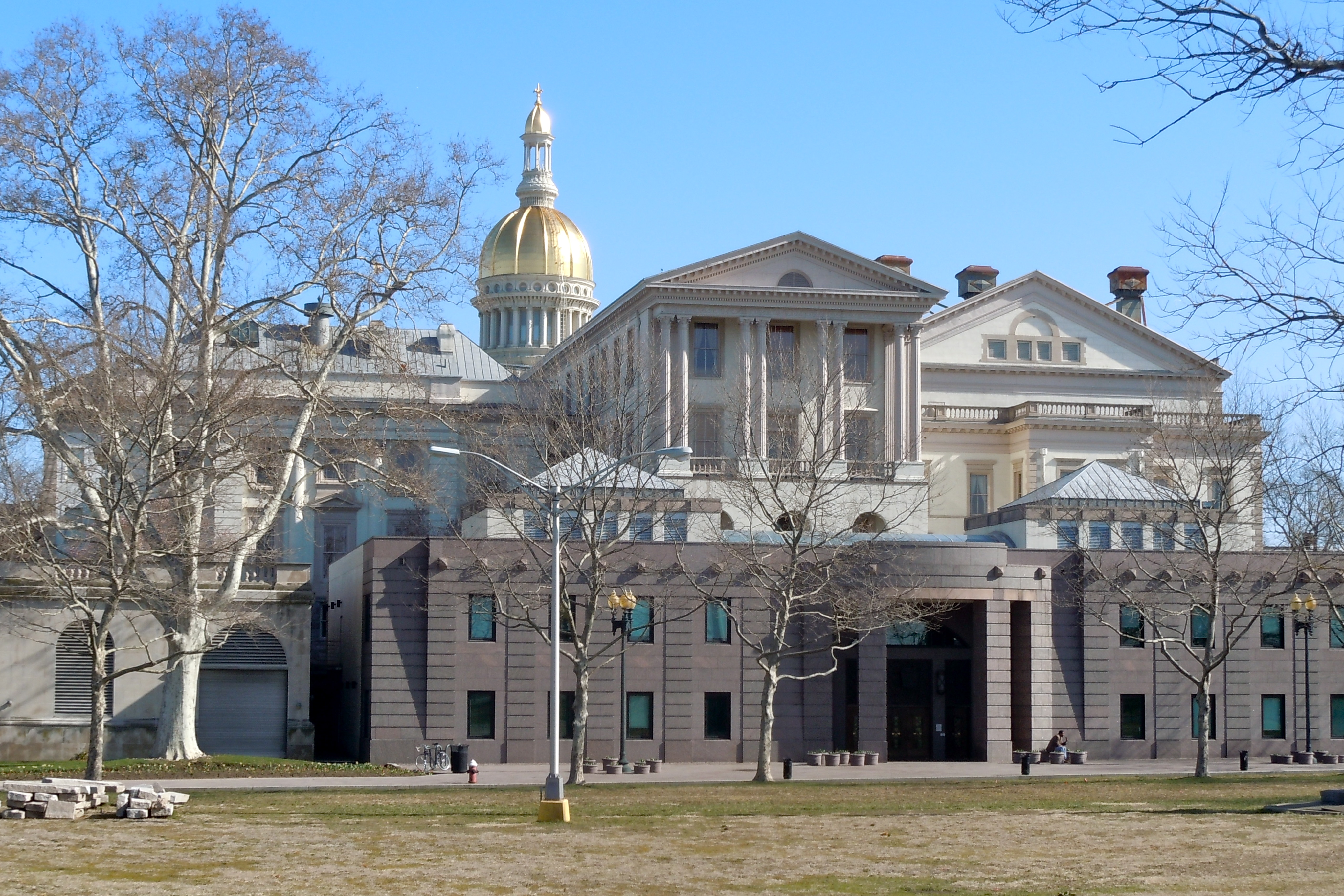
トレントン市にある州会議事堂。西面からの眺め。

### 候補者の要件と職務
ニュージャージー州憲法2006年1月17日改訂に従うと、副知事の地位に適格かどうかは、特定の人物が知事を務める資格要件を満たす場合に限定すると規定している。第5条第1節第2項には州知事（したがって副知事）の候補者は30歳以上としており、アメリカ合衆国国籍取得から20年超、ニュージャージー州居住歴7年超が条件である。州知事候補は、州全体の予備選挙で承認を受けてから30日以内に自分の選挙戦に参加し共闘する副知事候補を指名する。州知事と副知事は同じ政党に属するものとする。両名は候補として共同で選挙戦を戦い、一緒に選出され、同じ任期4年を同時に務めるとされている。
州憲法第5条第1節10項の規定する追加の要件により、州副知事は州の法務長官に就任できないことを除くと、州知事の政権内で内閣レベルの部門長または行政機関長官に任命されるとしている。現職のシーラ・オリバー副知事はニュージャージー州の地域問題担当コミッショナーを務める。

### 継承の順位
2006年1月17日改訂施行のニュージャージー州憲法第5条第1節第6項によると、知事職空席が続く場合の継承順位は次のとおり規定される。
死没、辞職または解職、もしくは州知事候補の死亡ないしは事由の如何を問わず州知事職が空席となった場合、選挙により新知事が選出され承認を受けるまで、副知事をもって州知事とする。何らかの理由で州知事と副知事の両席に同時に欠員が生じた場合、新知事または新副知事が選任され承認を受けるまで、州上院議長が州知事職に就くものとする。州上院議長職が空席または同職が知事就任を辞退した場合、州議会議長をもって、新知事または新副知事選出と承認まで知事に任ずる。州議会議長の職が空席または同職が知事就任を辞退した場合、知事職の職務、権限、職責および任命は当面の間、法律で定める継承の順位にしたがって官吏が担当し、新知事または新副知事が選出され資格を得るまでとする。

## 副知事一覧

### 植民地時代
| 肖像画                                                                            | 副知事                                | 在任期間      | 任命者      | 英国総督 |
| --------------------------------------------------------------------------------- | ------------------------------------- | ------------- | ----------- | --- |
| —                                                                                 | リチャード・インゴルズビー (1719年没) | 1702年–1710年 | アン女王    | - エドワード・ハイド（コーンベリ－伯爵） (1702年–1708年) - ジョン・ラブレース（第4代ラブレース男爵）(1708年–1709年) - 知事代行 (1709年–1710年) |
| "portrait of Thomas Pownall, Lieutenant Governor of New Jersey from 1755 to 1757" | トマス・パウナル (1722年–1805年)      | 1755年–1757年 | ジョージ2世 | - ジョナサン・ベルチャー (1747年–1757年) |

### 現代（2010年以降）
民主党 (1)       共和党 (1)
| 代目 | 写真                         | 副知事                                   | 政党   | 在職期間                      | 知事               | 州政府内の職位                     |
| ---- | ---------------------------- | ---------------------------------------- | ------ | ----------------------------- | ------------------ | ---------------------------------- |
| 1    | 初代副知事キム・ガーデーニョ | キム・ガーダーニョ（英語） (1959年生)    | 共和党 | 2010年1月19日 – 2018年1月16日 | クリス・クリスティ | 州務長官（英語）                   |
| 2    |                              | シーラ・オリバー（英語） (1952年-2023年) | 民主党 | 2018年1月16日 – 2023年8月1日  | フィル・マーフィー | 地域問題担当コミッショナー（英語） |

### ニュージャージー州憲法
1776年
- 第7条. (1776)

1844年
- 第5条第12節. (1844)

1947年
- 第5条第1節第6項. (1947)草稿（2006年1月17日改訂施行以前の旧版 による）。
- 第5条第4節第1項、第2項および第3項. (1947)
- (英語) 第9条第1項：憲法改正には国民投票が必要

2004年
- ニュージャージー州議会 (2004) (pdf). A Concurrent Resolution proposing to amend Articles II, IV, V, and XI of the Constitution of the State of New Jersey 2013年8月30日閲覧。ニュージャージー州憲法修正議案

2005年
- (pdf) A Concurrent Resolution proposing to amend Articles II, IV, V and XI of the Constitution of the State of New Jersey. (2005) 2013年8月30日閲覧。ニュージャージー州憲法修正議案

2006年
- (英語) 第5条第1節第2項 （2006年1月17日改訂施行）
- (英語) 第5条第1節第4項 （2006年1月17日改訂施行）
- (英語) 第5条第1節第6項 （2006年1月17日改訂施行）
- (英語) 第5条第1節第10項 （2006年1月17日改訂施行）

### 関連文献
発行年順
- McCormick, Richard P (1964). New Jersey from Colony to State, 1609–1789 (1st ed.). Princeton: Van Nostrand. ISBN 0813506433. NCID BA73848915. LCCN 64-17954
- Pulvis, Thomas L (1986) (英語). Proprietors, Patronage and Paper Money: Legislative Politics in New Jersey 1703–76. ニュージャージー州ニューブランズウィック. ISBN 0813511615. NCID BA06903039. LCCN 85-27895 passim
- Weeks, Daniel J (2001). Not for filthy Lucre's sake: Richard Saltar and the antiproprietary movement in East New Jersey, 1665–1707. Bethlehem, Pennsylvania: リーハイ大学出版会. ISBN 0934223661. NCID BA56979316. LCCN 00-48793 passim
- Felzenberg, Alvin S (2006). Governor Tom Kean: from the New Jersey Statehouse to the 9-11 Commission. New Brunswick, New Jersey: ラトガース大学出版会. ISBN 9780813537993. OCLC 61651338